# 奧特克里克鎮區 (印地安納州維哥縣)
奧特克里克鎮區（英語：Otter Creek Township）是位於美國印地安納州維哥縣的一個行政鎮區。

## 地方資料
根據2010年美國人口普查的數據，奧特克里克鎮區的面積為92.20平方千米，當中陸地面積為91.20平方千米，而水域面積為1.00平方千米。當地共有人口9069人，而人口密度為每平方千米98.36人。